# ŚKPP Buler Śrem
ŚKPP Buler Śrem – klub pétanque ze Śremu.

## Historia klubu
Śremski Klub Przyjaciół Petanque „Buler” powstał w 2010 roku. Większa część jego zawodników grała w poprzednich sezonach w klubie L'Equipe Bytom Odrzański, kilku zawodników reprezentowało wcześniej Żywiecki Klub Boules. Wszyscy natomiast początkowo związani byli ze Śremskim Klubem Petanque.
Zebranie założycielskie odbyło się 18 marca 2010r., a prezesem klubu został Jan Zalewski. 29 kwietnia 2010 roku decyzją Zarządu P.F.P klub został przyjęty do Federacji.
Klub zrzesza w swoich szeregach 27 członków, wśród nich jest 5 kobiet (co stanowi duży odsetek w skali tej dyscypliny sportu), oraz 4 juniorów.
W 2010 roku, w pierwszym roku startów w Klubowych Mistrzostwach Polski „Buler” wygrał rywalizację w III lidze i awansował do II ligi. W roku 2011 drużyna klubowa zwyciężając rywalizację w II lidze wywalczyła awans do I ligi PFP. W roku 2012 drużyna klubowa zajęła IV miejsce w klubowych Mistrzostwach Polski w I lidze.

## Sukcesy
Mistrzostwa Polski Seniorów
- 2011 – Paweł Pieprzyk – brązowy medal (drużynowo)
- 2011 - Stefan Bartkowiak, Mateusz Bartkowiak, Janusz Stępniak oraz Wojtek Słomowski(KSP „Słowianka” Gorzów Wielkopolski) - 7 miejsce drużynowo

Mistrzostwa Polski Seniorów w strzale precyzyjnym
- 2011 - Stefan Bartkowiak - brązowy medal

Mistrzostwa Polski Weteranów
- 2012 - Leszek Złotowski, Andrzej Sztyler oraz Marek Maćkowiak(Śremski Klub Petanque) - 4 miejsce

Mistrzostwo Polski Kobiet
- 2010 – Arleta Neumann – złoty medal, wraz z zawodniczkami Sokoła Wrocław i Żywieckiego Klubu Boules.

Mistrzostwo Polski Juniorów
- 2011 – Paweł Pieprzyk, wraz z zawodnikami z KSP „Słowianka” Gorzów Wielkopolski
- 2010 – Paweł Pieprzyk, wraz z zawodnikami z KSP „Słowianka” Gorzów Wielkopolski

Mistrzostwa Polski juniorów w strzale precyzyjnym
- 2011 – Paweł Pieprzyk (juniorzy) – złoty medal
- 2010 – Paweł Pieprzyk (juniorzy) – złoty medal
- 2009 – Paweł Pieprzyk (juniorzy) – złoty medal

Puchar Polski tripletów
- 2012 - Stefan Bartkowiak, Mateusz Bartkowiak, Janusz Stępniak - 4 miejsce
- 2011 - Stefan Bartkowiak, Mateusz Bartkowiak, Janusz Stępniak - 2 miejsce

Halowy Puchar Polski Tripletów
- 2012 - II miejsce (Arleta Neumann, Zbigniew Pieprzyk, Paweł Pieprzyk)

Puchar Polski dubletów
- 2012 - Leszek Złotowski, Piotr Sobolewski - 2 miejsce

Puchar Polski Mixtów
- 2012 - Leszek Złotowski oraz Grażyna Wojciechowska(Śremski Klub Petanque) - 6 miejsce
- 2010 - Arleta Neumann, Paweł Pieprzyk - 1 miejsce

Zwycięstwo w klasyfikacji indywidualnej
- 2011 – Paweł Pieprzyk (juniorzy)
- 2010 – Paweł Pieprzyk (juniorzy)

Rekord Polski w strzale precyzyjnym
- 2011 - Paweł Pieprzyk (wszystkich kategorii)